# Anchor (Illinois)
Anchor – wieś w Stanach Zjednoczonych, w stanie Illinois, w hrabstwie McLean.